# Movimento Negro Unificado
O Movimento Negro Unificado (MNU) é um grupo de ativismo político, cultural e social de relevante trajetória no âmbito do movimento negro no Brasil. Fundado no ano de 1978 em São Paulo. O MNU é a organização política de movimento negro mais antiga no país desde a redemocratização do Brasil e até os dias de hoje luta pela autoafirmação cultural e o incentivo à cultura de matriz africana, contribuindo para um novo grau de amadurecimento no movimento negro e um renascimento da cultura negra.

## História
A fundação do Movimento Negro Unificado foi deliberada em uma reunião de entidades negras realizada em São Paulo em 18 de junho de 1978, com o fim de "defender a comunidade afro-brasileira contra a secular exploração racial e desrespeito humano a que a comunidade é submetida", "para que os direitos dos homens negros sejam respeitados", e para organizar o ativismo em ampla escala, "levando o negro a participar em todos os setores da sociedade brasileira". Participaram da reunião a Câmara de Comércio Afro-Brasileira, o Centro de Cultura e Arte Negra, a Associação Recreativa Brasil Jovem, a Afrolatino América, a Associação Casa de Arte e Cultura Afro-Brasileira, a Associação Cristã Beneficente do Brasil, o Jornegro, o Jornal Abertura, o Jornal Capoeira, a Company Soul e a Zimbabwe Soul. Sua primeira atividade foi a organização de um ato público contra o racismo, realizado em 7 de julho do mesmo ano, reunindo cerca de 2 mil pessoas nas escadarias do Theatro Municipal de São Paulo, protestando contra a discriminação sofrida por quatro jovens no Clube de Regatas Tietê e contra a morte de Robson Silveira da Luz, torturado no 44º Distrito de Guainases.
Em sua origem se denominava Movimento Negro Unificado Contra a Discriminação Racial, abreviado para Movimento Negro Unificado em 1979. A criação do MNU geralmente é reconhecida como um marco no movimento negro brasileiro, assinalando a retomada do ativismo que fora desmantelado pela ditadura militar, e até hoje é uma das entidades mais importantes em seu gênero no país, sendo uma referência para muitos outros grupos.
Seu aparecimento foi influenciado pelas lutas a favor dos direitos dos negros dos Estados Unidos, por movimentos de libertação dos países africanos como Guiné Bissau, Moçambique e Angola, e por correntes de pensamento marxista. Neste contexto, o MNU inicialmente assumiu um discurso politizado radical, compreendendo a luta contra o racismo como parte da luta contra o capitalismo. Diz Petrônio Domingues que "a política que conjugava raça e classe atraiu aqueles ativistas que cumpriram um papel decisivo na fundação do Movimento Negro Unificado: Flávio Carrança, Hamilton Cardoso, Vanderlei José Maria, Milton Barbosa, Rafael Pinto, Jamu Minka e Neuza Pereira". Para Maria Angelica Motta-Maués, o MNU também lutava contra a ditadura, e reeditava amplificadamente "a pretensão dos ativistas da primeira grande organização negra pós-abolição: a Frente Negra Brasileira, criada em 1931".
Mais tarde o MNU abriu núcleos em vários estados e expandiu seu escopo de atuação e suas filosofias orientadoras, incluindo em sua pauta de projetos e atividades a denúncia do mito da democracia racial brasileira, a conscientização política da população negra e popularização do movimento, o engajamento dos sindicatos e partidos políticos, a busca de alianças nacionais e apoios internacionais, a introdução da História da África e do Negro no Brasil nos currículos escolares, a promoção do acesso dos negros a todos os níveis educacionais, a criação de bolsas para permanência dos alunos nas escolas, a releitura crítica da história e da identidade nacionais, o combate aos discursos hegemônicos, à marginalização, à violência policial, ao desemprego e à pobreza, a busca de melhores condições de vida em geral, o fortalecimento da identidade do negro no país e a afirmação de seu importante papel histórico, cultural e social, a valorização das raízes africanas e a recuperação da memória.